# Beata Surmacz
Beata Iwona Surmacz – polska politolożka, doktor habilitowana nauk społecznych specjalizująca się w stosunkach międzynarodowych, wykładowczyni Uniwersytetu Marii Curie-Skłodowskiej w Lublinie. W latach 2018–2024 dyrektor Instytutu Europy Środkowej.

## Życiorys
W 1981 ukończyła I Liceum Ogólnokształcące im. Stanisława Staszica w Lublinie. Następnie rozpoczęła studia w zakresie nauk politycznych w Międzyuczelnianym Instytucie Nauk Politycznych UMCS. W 1986 z oceną bardzo dobrą obroniła pracę magisterską Uznanie Chińskiej Republiki Ludowej przez Stany Zjednoczone, napisaną pod kierunkiem Ziemowita Jacka Pietrasia. W 2001 pod kierunkiem Pietrasia obroniła doktorat Polsko-ukraiński Traktat o dobrym sąsiedztwie. Politologiczna analiza decyzji. W 2015 habilitowała się na podstawie pracy Ewolucja współczesnej dyplomacji. Aktorzy-struktury-funkcje.
Od 1989 do 1993 zatrudniona jako pracowniczka naukowo-techniczna w Instytucie Nauk Politycznych UMCS. W 1993 została asystentką, a w 2001 adiunktką. Na Wydziale Politologii UMCS pełni funkcję prodziekan ds. kształcenia. Wykładała także w Wyższej Szkole Biznesu w Radomiu (1999–2002) oraz Wyższej Szkole Przedsiębiorczości i Administracji w Lublinie (2002–2014). Autorka podręczników do wiedzy o społeczeństwie Wydawnictwa Pedagogicznego Operon. W grudniu 2018 została dyrektorem Instytutu Europy Środkowej. W listopadzie 2024 została odwołana z tego stanowiska.
Odbyła staże naukowe w Sussex University (1997), Open Society Institute (1997–1999), Aix-en-Provence (1998). Za monografię Współczesne stosunki polsko-ukraińskie w 2003 otrzymała nagrodę Ministra Edukacji i Szkolnictwa Wyższego, a w 2004 nominowana do Nagrody im. J. Giedroycia. W 2006 odznaczona Brązowym Krzyżem Zasługi, a w 2017 Srebrnym Krzyżem Zasługi.

## Publikacje
Monografie
- Współczesne stosunki polsko-ukraińskie. Politologiczna analiza traktatu o dobrym sąsiedztwie, Lublin: Wydawnictwo Uniwersytetu Marii Curie-Skłodowskiej, 2002.
- Nowe oblicza dyplomacji (red.), Lublin: Wydawnictwo Uniwersytetu Marii Curie-Skłodowskiej, 2013.
- Teoria i praktyka stosunków międzynarodowych. Dziedzictwo intelektualne Profesora Ziemowita Jacka Pietrasia, Marek Pietraś, Hanna Dumała, Beata Surmacz, Agata Ziętek (red.), Lublin: Wydawnictwo Uniwersytetu Marii Curie-Skłodowskiej, 2014.
- Ewolucja współczesnej dyplomacji, Aktorzy, struktury, funkcje, Lublin: Wydawnictwo Uniwersytetu Marii Curie-Skłodowskiej, 2015.